# Мус-Лейк (тауншип, округ Касс, Миннесота)
Мус-Лейк (англ. Moose Lake) — тауншип в округе Касс, Миннесота, США. На 2000 год его население составило 142 человека.

## География
По данным Бюро переписи населения США площадь тауншипа составляет 100,3 км², из которых 97,1 км² занимает суша, а 3,1 км² — вода (3,13 %).

## Демография
По данным переписи населения 2000 года здесь находились 142 человека, 49 домохозяйств и 39 семей. Плотность населения —  1,5 чел./км². На территории тауншипа расположена 61 постройка со средней плотностью 0,6 построек на один квадратный километр. Расовый состав населения: 95,77 % белых, 2,11 % коренных американцев и 2,11 % приходится на две или более других рас. Испанцы или латиноамериканцы любой расы составляли 0,70 % от популяции тауншипа.
Из 49 домохозяйств в 38,8 % воспитывались дети до 18 лет, в 63,3 % проживали супружеские пары, в 8,2 % проживали незамужние женщины и в 18,4 % домохозяйств проживали несемейные люди. 18,4 % домохозяйств состояли из одного человека, при том 8,2 % из — одиноких пожилых людей старше 65 лет. Средний размер домохозяйства — 2,90, а семьи — 3,18 человека.
28,9 % населения — младше 18 лет, 12,7 % — в возрасте от 18 до 24 лет, 23,9 % — от 25 до 44, 24,6 % — от 45 до 64, и 9,9 % — старше 65 лет. Средний возраст — 35 лет. На каждые 100 женщин приходилось 121,9 мужчин. На каждые 100 женщин старше 18 приходилось 129,5 мужчин.
Средний годовой доход домохозяйства составлял 43 333 доллара, а средний годовой доход семьи —  49 583 доллара. Средний доход мужчин —  33 750  долларов, в то время как у женщин — 18 438. Доход на душу населения составил 15 687 долларов. За чертой бедности находились 13,5 % семей и 22,3 % всего населения тауншипа, из которых 30,8 % младше 18 и 36,4 % старше 65 лет.